# جاكوب لارسن (أستاذ جامعي)
جاكوب لارسن (بالإنجليزية: Jakob Larsen)‏ هو باحث في تاريخ العصور الكلاسيكية ومؤرخ أمريكي، ولد في 1 مارس 1888 في ديكوراه في الولايات المتحدة، وتوفي في 1 سبتمبر 1974 في كولومبيا في الولايات المتحدة.